# فيرنون ماكسويل (لاعب كرة قدم أمريكية)
فيرنون ماكسويل (بالإنجليزية: Vernon Maxwell)‏ هو لاعب كرة قدم أمريكية أمريكي، ولد في 25 أكتوبر 1961 في برمنغهام في الولايات المتحدة.

## وصلات خارجية
- فيرنون ماكسويل على موقع مرجع كرة القدم المحترفة.كوم (الإنجليزية)